# 안선영
안선영(1976년 2월 24일 ~ )은 대한민국의 배우이다.

## 활동
경성대학교에 입학하여 김정태 (96학번), 박수림 (91학번), 서춘화 (92학번)와 선후배로 같이 학교를 다녔다. 경성대 시절에는 이윤택 감독의 연극 《신의 아그네스》에도 참여하는 등 연기에 큰 열정을 보이고 1996년에는 영국으로 어학연수를 갔다. 생활비는 집에서 지원을 거의 받지 않아 아르바이트를 하며 어렵게 생활하였으나1997년 IMF 구제금융 사건으로 환율이 급등하여 귀국하였다. 이후 1998년 뮤지컬배우 데뷔, 이듬해 1999년에 경성대학교를 졸업하고 상경하여 KT 하이텔의 아나운서로 취직하였으나 2000년 MBC 11기 공채 개그우먼으로 데뷔하였다. 현재는 배우로 활동하고 있다.

## 논란

### 나이
데뷔 당시 프로필의 나이는 1976년생이었으나 후에 소속사의 요구로 1979년생, 그리고 다시 1981년생으로 변경했고 최근에는 다시 1979년생으로 활동하고 있다. 그러나 실제 출생 연도는 본인도 인정한 1976년이 맞는 것으로 추정된다.

#### 그 이유
- 경성대학교에 입학한 연도가 1994년으로 일반적으로는 1975년생, 혹은 빠른 1976년생이 입학 가능한 시기이다.
- 경성대학교 연극영화과 후배인 개그우먼 김현숙이 인터뷰에서 안선영이 자신보다 3기 선배였다였다고 밝혔는데 김현숙이 1978년생이므로 김현숙보다 3기 선배가 되려면 1994년 입학생이어야 한다.
- 인터뷰에서 대학 2학년을 마치고 1996년 영국으로 연극을 배우러 갔다고 여러 번 밝힌 적이 있다. 빠른 1979년 출생자라면 1996년에는 고등학교 3학년이어야 한다.
- 2008년 8월 16일 방영되었던 '스타의 친구를 소개합니다'에서 동갑내기 친구를 소개하며 1976년생이라고 밝히기도 하였다.[3]

### 데뷔 연도
데뷔를 1998년 MBC 11기 공채 개그맨으로 하였다는 프로필도 있으나 1998년에는 MBC 9기 공채 개그맨 선발이 있었고 2000년 MBC 11기 공채 개그맨 선발이 있었으므로 2000년에 데뷔한 것이 정확한 것으로 추정된다.

## 출연작

### 영화
- 2004년 《어린 신부》 ... 담임 역
- 2004년 《내 남자의 로맨스》 ... 파마 여자 역(특별출연)
- 2004년 《S 다이어리》 ... 지영 역(우정출연)
- 2005년 《제니, 주노》 ... 성교육 선생님 역
- 2005년 《작업의 정석》 ... 오지영 역
- 2006년 《누가 그녀와 잤을까?》 ... 여교수 역(특별출연)
- 2007년 《이대근, 이댁은》 ... 딸 역
- 2012년 《경의선》 ... 교보문고 계산원 역

### 드라마/시트콤
- 2000년 MBC 청춘시트콤 《뉴 논스톱》 ... 단역
- 2001년 MBC 주간시트콤 《연인들》 ... 옌볜 처녀 역
- 2002년 MBC 단막극 《MBC 베스트극장 - 미스김은 복수할 자격이 있다》
- 2002년 SBS 청춘시트콤 《오렌지》
- 2003년 SBS 주말극장 《애정만세》 ... 숙희 역
- 2004년 SBS 주말특별기획 《마지막 춤은 나와 함께》
- 2005년 KBS2 미니시리즈 《장밋빛 인생》 ... 반성해 역
- 2006년 MBC 단막극 《MBC 베스트극장 - 새끼곰의 미소》 ... 고정란 역
- 2006년 MBC 미니시리즈 《늑대》 ... 명희 역
- 2006년 EBS1 청소년드라마 《비밀의 교정》 ... 박미숙 역
- 2006년 KBS2 미니시리즈 《미스터 굿바이》 ... 왕찬성 역
- 2006년 MBC 미니시리즈 《여우야 뭐하니》 ... 박승혜 역
- 2007년 SBS 드라마 스페셜 《완벽한 이웃을 만나는 법》 ... 오정숙 역
- 2007년 SBS 주말특별기획 《칼잡이 오수정》 ... 이영애 역
- 2007년 MBC 주말연속극 《깍두기》 ... 양 팀장 역
- 2008년 MBC 미니시리즈 《누구세요?》
- 2009년 KBS2 아침드라마 《장화홍련》 ... 진정해 역
- 2009년 TvN 토요시트콤 《세 남자》
- 2010년 SBS 드라마 스페셜 《산부인과》 ... 이숙정 역
- 2010년 MBC 4부작드라마 《나는 별 일 없이 산다》 ... 채봉미 역
- 2011년 KBS2 미니시리즈 《드림 하이》 ... 강오선 역
- 2013년 tvN 미니시리즈 《우와한 녀》 ... 진보여 역
- 2014년 MBC 미니시리즈 《개과천선》 ... 이애숙 역
- 2014년 KBS2 주말연속극 《참 좋은 시절》 ... 조수지 역
- 2014년 SBS 드라마 스페셜 《피노키오》 ... 방송작가 역 (특별출연)
- 2015년 KBS1 일일드라마 《우리집 꿀단지》 ... 최정미 역 (1회~78회까지 출연)
- 2018년 KBS2 아침드라마 《차달래 부인의 사랑》 ... 오달숙 역

### 방송
- 2000년 MBC 《코미디 닷컴》
- 2000년 MBC 《섹션TV 연예통신》 ... 리포터
- 2001년 MBC 《코미디 하우스》
- 2001년 MBC 《설특집 개그나라 웃음나라》
- 2001년 MBC 《칭찬합시다》
- 2001년 MBC 《아주 특별한 아침 2부》
- 2001년 MBC 《타임머신》 ... 패널
- 2002년 SBS 《스타 GO GO》 ... MC
- 2002년 SBS 《쇼! 일요천하》 ... MC
- 2002년 KBS2 《스타 집현전》 ... 고정패널
- 2002년 SBS 《장미의 이름》 ... 前 진행자(2002년 3월 20일,27일(마지막회))(송은이와 공동)(2001년 5월 5일 첫 회부터 토요일 밤 9시 45분에 방영되다가 2002년 3월 6일 방송분부터 수요일 밤 11시 5분으로 변경됐는데 첫 회부터는 남희석과 아나운서 출신 연기자 임성민이 진행을 맡아왔으나 임성민이 연기 활동에 전념하기 위해 빠진 뒤 2001년 11월 10일부터 허수경이 새 여자 MC로 투입되어 2002년 3월 27일까지 남희석과 공동 진행)
- 2002년 SBS 《토요일이 온다-고향에 가자》 ... 前 진행자(연기 활동에 전념하기 위해 빠진 예지원의 후임으로 2002년 4월 6일부터 '토요일이 온다' 마지막회인 7월 6일까지 김미화,유정현과 공동 진행)
- 2002년 SBS 《뷰티풀 선데이》〈100인의 천사〉 ... MC
- 2003년 SBS 《설특집 올스타 총출동 퀴즈의 제왕》 ... MC
- 2003년 SBS 《신동엽, 김원희의 헤이헤이헤이》〈웃자 웃자〉 ... 패널
- 2004년 SBS 《솔로몬의 선택》 ... 패널
- 2005년 KBS1 《가족오락관》 ... 패널
- 2005년 SBS 《결정! 맛대맛》 ... 패널
- 2006년 KBS2 《스타골든벨》 ... 패널
- 2006년 SBS 《김용만의 TV 종합병원》 ... 패널
- 2006년 SBS 《세대초월, 나이야 가라》 ... 패널
- 2006년 KBS2 《스펀지》 ... 패널
- 2007년 Story On 《매력의 발굴, 수컷의 재구성》 ... MC
- 2008년 SBS 《퀴즈 육감대결》
- 2009년 SBS 《대한민국 쿡》
- 2009년 KBS2 《일요일 밤으로》 ... 패널
- 2009년 QTV 《순위 정하는 여자》 ... 패널
- 2010년 MBC every1 《터닝 포인트》 ... MC
- 2010년 SBSE! 《쉐프의 키스》
- 2011년 KBS2 《생활의 발견 오감도》 ... MC
- 2011년 E채널 《포커페이스 시즌2》 ... 패널
- 2011년 SBSE! 《시간여행 메모리》 ... MC
- 2012년 MBN 《고수의 비법 황금알》 ... 패널
- 2012년 OBS 《감성토크 청춘은 아름다워》 ... MC
- 2012년 MBC 《우리들의 일밤 - 꿈엔들》 ... MC
- 2012년 OBS 《청춘아》 ... MC
- 2013년 MBN 《고수의 비법 황금알》 ... 패널
- 2013년 MBN 《속풀이쇼 동치미》 ... 패널
- 2013년 TV조선 《모녀기타》 ... 패널
- 2013년 MBC 《황금어장 라디오스타》 337회 ... 게스트
- 2015년 MBN 《고수의 비법 황금알》 ... 패널
- 2016년 MBN 《고수의 비법 황금알》 ... 패널
- 2020년~ 2022년 채널A 《다시 뜨거워지고 싶은 애로부부》 ... MC
- 2023년 JTBC 《짠당포》 14회 ... 게스트
- 2024년 SBS TV 《신발 벗고 돌싱포맨》- 게스트
- 2024년 채널A 《4인용식탁》 … 게스트

라디오
- 2017년 SBS Love FM《김흥국, 안선영의 아싸 라디오》 ... 공동 DJ
- 2009년~2012년 SBS 러브FM 《안선영의 라디오가 좋다》 ... DJ
- 만화열전 - 공포의 외인구단 (MBC 라디오) - 엄지 엄마 / 홍 기자

### 광고
- 팔도 왕뚜껑·왕컵 (김경식과 함께 출연)
- SC존슨 레이드
- 동국제약 인사돌
- 롯데칠성음료
- 롯데제과 빼빼로